# Catedral de San Pedro y San Floro

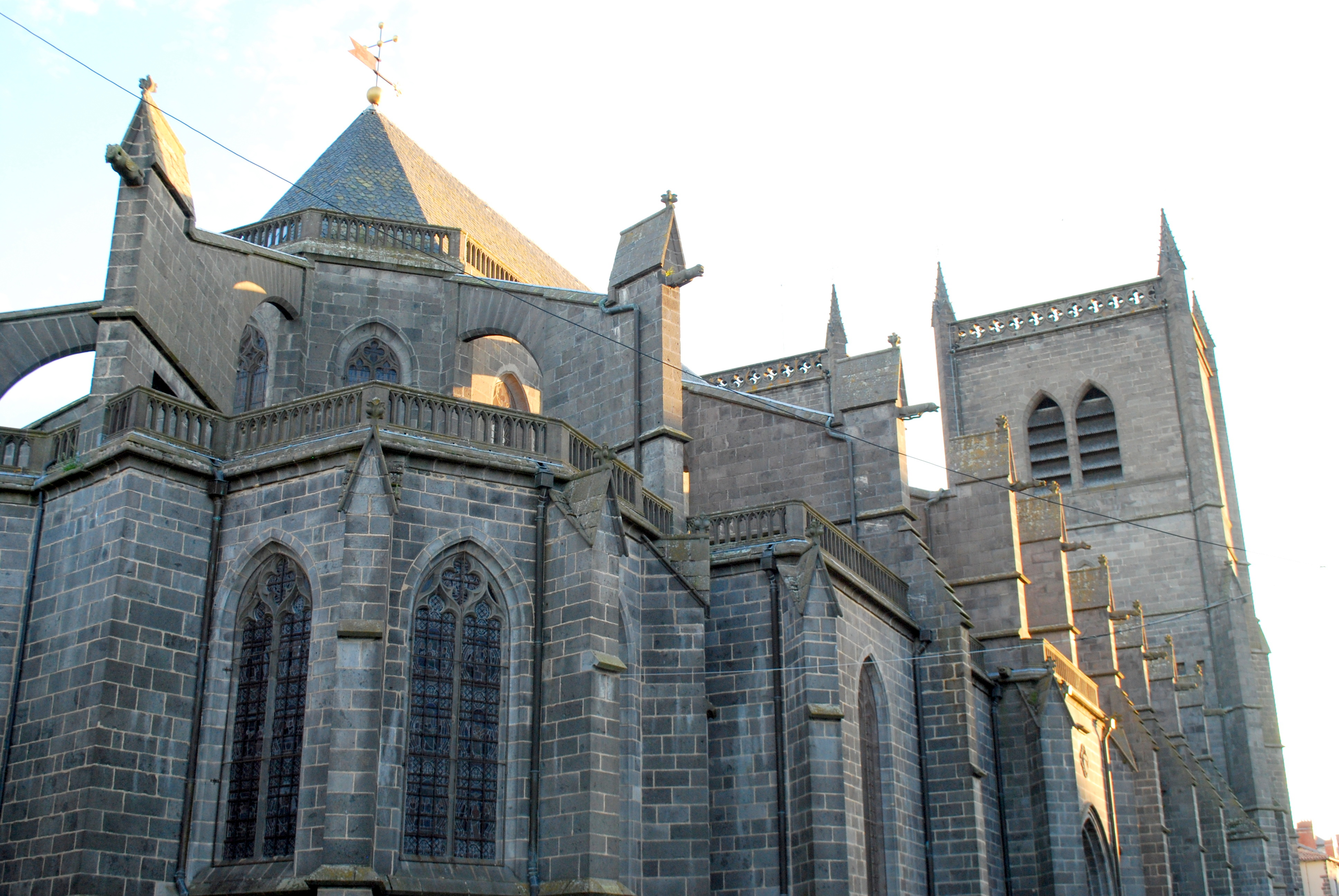
Vista de la cabecera

La catedral de San Pedro y San Floro de Saint-Flour, o simplemente catedral de Saint-Flour (en francés: Cathédrale Saint-Pierre-et-Saint-Flour) es una iglesia católica situada en la pequeña ciudad francesa de Saint-Flour, en el departamento de Cantal (región de Auvernia-Ródano-Alpes.
La catedral fue objeto de una clasificación al título de monumento histórico de Francia el 30 de octubre de 1906.
La catedral funciona como la sede de los obispos de Saint-Flour. Es una edificación de estilo gótico, construida entre 1398 y 1466. Se trata de una de las cuatro catedrales de Auvernia. Se encuentra en el corazón de la ciudad en la plaza de Armas, en medio de calles antiguas. Se levantó en el sitio donde estaba una basílica románica, pero fue severamente dañada durante la Revolución Francesa. Al igual que otros edificios religiosos de la región, el material utilizado fue piedra volcánica —lava negra Liozargues—, lo que le da un color oscuro característico.
Durante la Revolución, el edificio fue saqueado y se convirtió en un templo del «Ser Supremo». La catedral solo fue acondicionada de nuevo para el culto católico en 1802. Entre 1846 y 1856, se llevaron a cabo importantes trabajos de restauración. Luego, las dos torres laterales fueron demolidas.
En 1966, se realizaron las ceremonias del V centenario de la catedral con la presencia del obispo Maurice Pourchet, el nuncio apostólico en Francia, de Georges Pompidou, entonces primer ministro de Francia, y de monseñor Maziers, obispo de Burdeos.

## Véase también

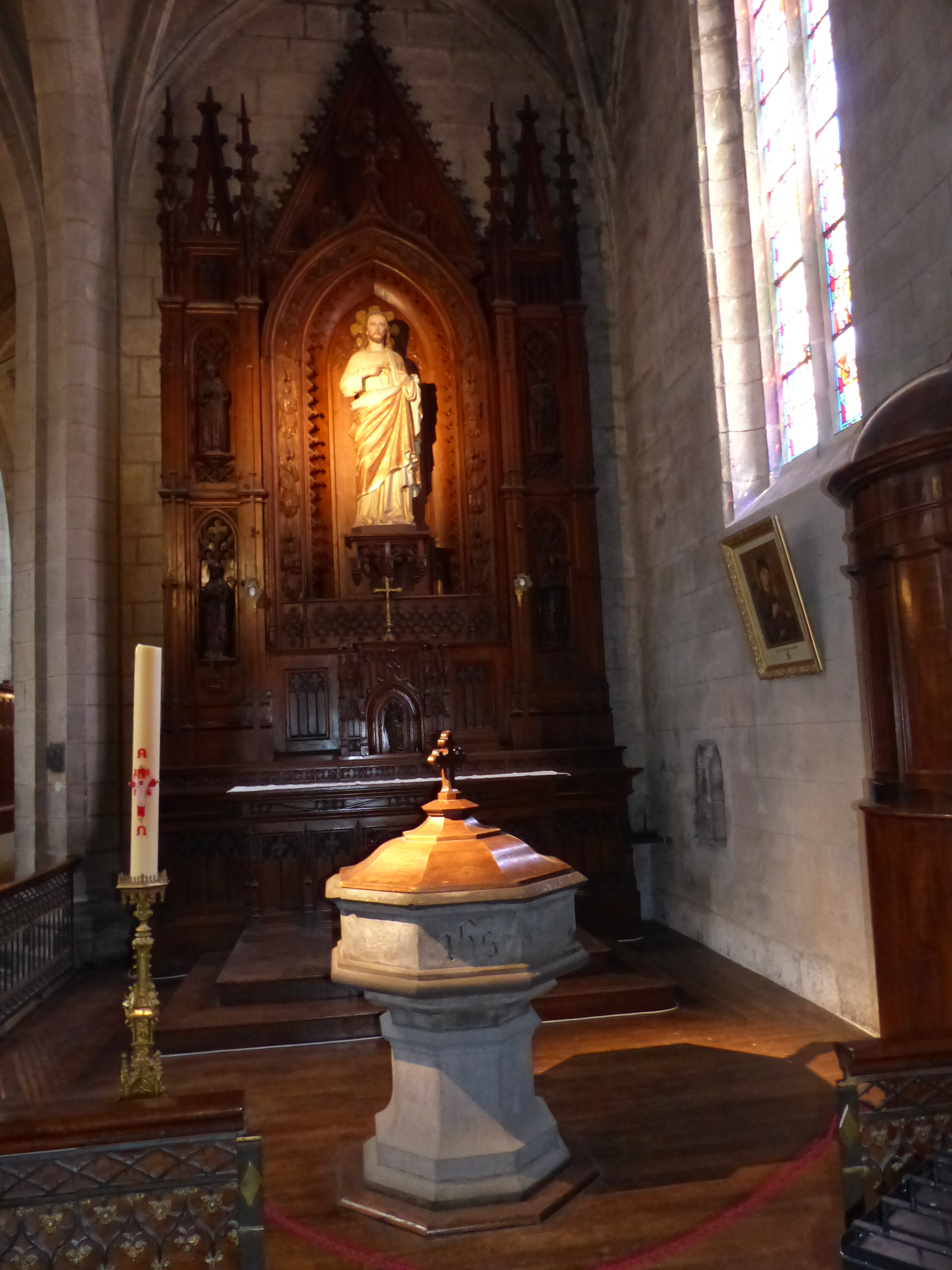
Vista interna